# Rugby a 15 nel 1929

## Attività Internazionale

### Tornei per nazioni
|  | Cinque nazioni | Scozia |

### I tour
- Gli All Blacks si recano in tour in Australia, nell'anno in cui anche il Queensland torna ad avere una rappresentanza nel Rugby Union Australiano. L'Australia si aggiudica entrambi i Test (17-9) e (15-13)

### Altri Test
| Arbitro: | T. Bradburn |

|                                                            |           |  |
| mete: Baillette 2, Duche Hauc, Soler 2 trasf.: c.p.: Drop: | Marcatori |  |

| Barcellona 9 giugno 1929 | Spagna | 15 – 24 | Germania | Olimpico |

## I Barbarians
Nel 1929 la squadra ad inviti dei Barbarians ha disputato i seguenti incontri:
| Penarth 29 marzo 1929 | Penarth RFC | 6 – 18 | Barbarians |  |

| Cardiff 30 marzo 1929 | Cardiff RFC | 16 – 3 | Barbarians | Arms Park |

| Swansea 1º aprile 1929 | Swansea RFC | 16 – 6 | Barbarians | (Saint Helen's) |

| Newport 2 aprile 1929 | Newport RFC | 3 – 4 | Barbarians | (Rodney Parade) |

| Northampton 7 marzo 1929 | East Midlands | 8 – 8 | Barbarians |  |

| Southampton 14 settembre 1929 | Hampshire | 5 – 9 | Barbarians |  |

| Leicester 26 dicembre 1929 | Leicester Tigers | 14 – 21 | Barbarians | (Welford Road) |

## Campionati nazionali
| Argentina            | Camp. di Buenos Aires | CASI             |
| Francia              | Campionato 1928-29    | Quillan          |
| Italia               | Campionato 1928-29    | Amatori Milano   |
| Nuovo Galles del Sud | Shute Shield          | Western Suburbs  |
| Romania              | Campionato            | Sportul Bucarest |
| Sudafrica            | Currie Cup:           | Western Province |

## La Nazionale Italiana
Nel 1929 esordisce la nazionale italiana. Dopo che nel mese di aprile una selezione formata da giocatori milanesi e romani ha vinto un match a Parigi contro l'A.S. Bourse, nel mese di maggio la F.I.R. fondata l'anno prima, allestisce una nazionale per affrontare quella spagnola.
La nazionale è affidata ad Arnaldo Cortese e John Thomas, un inglese trapiantato in Italia.
Tra rinunce per motivi di studio e lavoro, la squadra ha l'onore di essere protagonista dell'inaugurazione dello stadio del Montjuïc a Barcellona davanti ad oltre 50.000 persone. 
Mentre la squadra spagnola in realtà e basata su giocatori di Barcellona, quella italiana presenta soprattutto gli avanti milanesi (Cesani, Paselli, Allevi Barzaghi e Bricchi) e giocatori bresciani (Modonesi e Dora) e Romani, tra cui i quattro fratelli Vinci (Francesco, Paolo, Piero ed Eugenio). Capitano è invece il torinese Dondona. La partita è dominata dagli spagnoli che, forti di una maggiore esperienza e preparazione, si portano in vantaggio alla fine del primo tempo e realizzano tre mete nessuna delle quali trasformata.
| Arbitro: | G. Brutus |

|                                          |           |  |
| mete: 38 ' Baides 72' Bisbal 77' Aguilar | Marcatori |  |

Va detto che nel 1929 la neonata federazione rugby viene soppressa per problemi relativi ai rapporti giocatori-club (in tema di professionismo, soprattutto) e il movimento passa prima sotto la diretta gestione del CONI per poi venire posto nel 1930 sotto un apposito direttorio della federazione del calcio presieduto da Ottorino Barassi.